# Служба єдиного часу і еталонних частот
Державна служба єдиного часу і еталонних частот (ДСЧЧ) - система структурних підрозділів підприємств, установ та організацій, що постійно провадять науково-метрологічну діяльність щодо вимірювань часу і частоти в єдиних на всій території України одиницях і шкалах та забезпечення споживачів часо-частотною інформацією з відповідною технічною базою.
 Служба єдиного часу і еталонних частот здійснює міжгалузеву координацію та виконання робіт, спрямованих на забезпечення єдності вимірювань часу і частоти та визначення параметрів обертання Землі та надання часо-частотної інформації споживачам в економіці, у сфері науки та оборони, а також фізичним та юридичним особам, у тому числі надання інформації для забезпечення застосування єдиного обліково-звітного часу.

## Історія
У березні 1993 року було створено Державну комісію єдиного часу і еталонних частот. Відповідна постанова Кабміну передбачала створення Державної служби єдиного часу і еталонних частот 1994 року.
Із 2016 року Служба єдиного часу і еталонних частот входить у структуру національної метрологічної служби.

## Організаційна основа Служби
Координацію діяльності щодо забезпечення функціонування та розвитку Служби з 2016 року здійснювало Міністерство економічного розвитку і торгівлі України, із 2023 року — Міністерство економіки.
Міністерство визначає з числа наукових метрологічних центрів, що входять до складу системи Служби, Головний центр Служби, який:
- забезпечує відтворення та зберігання одиниць часу і частоти з найвищою можливою точністю в Україні;

- здійснює координацію науково-метрологічної діяльності, пов’язаної з вимірюванням та обчисленням часу на території України;

- взаємодіє із структурними підрозділами підприємств, установ та організацій, що складають систему Служби та які подають інформацію про свою діяльність в Службі Головному центру Служби;

- подає Міністерству узагальнений звіт про діяльність Служби;

- розміщує на своєму офіційному вебсайті інформацію про точний час і дату в Україні, інформацію про діяльність Служби;

- співпрацює з іншими підприємствами, установами та організаціями, що підтримують функціонування систем передавання, прийому та контролю еталонних сигналів.

Систему Служби складають:
1)структурний підрозділ Національного наукового центру “Інститут метрології”, що:
- виконує роботи з відтворення та зберігання одиниць часу і частоти, відтворення та зберігання національної шкали часу UTC(UA) та порівняння її із шкалою Всесвітнього координованого часу UTC;

- виконує роботи з формування та передавання еталонних сигналів каналами радіо, телебачення, зв’язку та Інтернету, а також забезпечення споживачів цих сигналів необхідною інформацією довідкового характеру;

- оцінює точність передавання еталонних сигналів, у тому числі технічними засобами недержавних організацій, та доводить таку інформацію до споживачів еталонних сигналів;

- виконує науково-дослідні та дослідно-конструкторські роботи з метою підвищення точності відтворення і зберігання одиниць часу і частоти та шкал часу, удосконалює методи передавання еталонних сигналів, створює нову вимірювальну техніку;

- проводить аналіз простежуваності вимірювань часу і частоти та постійне вдосконалення методів аналізу;

- здійснює міжнародне співробітництво щодо вимірювань часу і частоти та бере участь у міжнародній кооперації з формування шкали атомного часу TAI;

- забезпечує проведення фундаментальних наукових досліджень з метою підвищення точності вимірювань часу і частоти на основі використання нових фізичних принципів та нових наукових технологій;

2) структурний підрозділ державного підприємства “Всеукраїнський державний науково-виробничий центр стандартизації, метрології, сертифікації та захисту прав споживачів”,  що здійснює зберігання шкали координованого часу UTC(UC) вторинного еталона одиниць часу і частоти, синхронізованої з національною шкалою часу UTC(UA), формування та передавання каналами зв’язку еталонних сигналів науково-технічним комплексам і засобам вимірювальної техніки споживачів;
3) структурний підрозділ Метрологічного центру військових еталонів Збройних Сил України Міноборони, що здійснює оперативний контроль еталонних сигналів, які використовуються Збройними Силами, забезпечує єдність та точність вимірювань часу і частоти у Збройних Силах та інших військових формуваннях;
4) структурний підрозділ Головної астрономічної обсерваторії Національної академії наук, що здійснює координацію робіт з визначення всесвітнього часу та параметрів обертання Землі, які виконуються астрономічними обсерваторіями, станціями лазерних спостережень штучних супутників Землі, пунктами приймання сигналів космічних навігаційних систем, пунктами радіоінтерферометрів з наддовгими базами, що здійснюють спостереження з метою визначення параметрів обертання Землі, і забезпечує споживачів відповідною інформацією;
5) структурні підрозділи підприємств, установ та організацій, що належать до сфери управління Адміністрації Держспецзв’язку і забезпечують передавання еталонних сигналів різними каналами зв’язку;
6) структурні підрозділи підприємств, установ та організацій, що належать до сфери управління Держкомтелерадіо і забезпечують формування та впровадження еталонних сигналів у програми телебачення та радіомовлення України;
7) структурні підрозділи підприємств, установ та організацій, що належать до сфери управління ДКА і забезпечують використання супутникових каналів зв’язку для передавання, прийому та контролю еталонних сигналів.

## Технічна база Служби
Технічну базу Служби складають:
- еталонна база Служби - національний первинний еталон одиниць часу і частоти, а також вторинні еталони одиниць часу і частоти Національного наукового центру “Інститут метрології” та державного підприємства “Всеукраїнський державний науково-виробничий центр стандартизації, метрології, сертифікації та захисту прав споживачів”;

- система передавання еталонних сигналів - комплекси технічних засобів підприємств, установ та організацій, що належать до сфери управління Адміністрації Держспецзв’язку, Держкомтелерадіо, ДКА, які забезпечують передавання еталонних сигналів на всій території України через радіо, телебачення, супутникові канали зв’язку тощо;

- система контролю еталонних сигналів - технічні засоби Національного наукового центру “Інститут метрології”, Метрологічного центру військових еталонів Збройних Сил України Міноборони, які забезпечують контроль і управління передаванням еталонних сигналів та інформаційне обслуговування споживачів таких сигналів;

- система визначення всесвітнього часу та параметрів обертання Землі - науково-технічні комплекси підприємств, установ та організацій, за допомогою яких визначаються параметри обертання Землі.